# Dubreuillosaurus valesdunensis
Dubreuillosaurus valesdunensis es la única especie conocida del género extinto Dubreuillosaurus es un género representado por una única especie de dinosaurio terópodo megalosáurido, que vivió a mediados del período Jurásico, hace aproximadamente 160 millones de años, en el Bathoniense, en lo que hoy es Europa. Originalmente fue asignada al género Poekilopleuron como P. valesdunensi. Allain en 2005 creó el nuevo género, Dubreuillosaurus para esta especie. 
Se ha estimado un largo de alrededor de 9 metros, y tenía un cráneo inusualmente largo y bajo, con una longitud de tres veces del ancho del mismo. Sus restos se encontraron en la Calcaria de Caen, Calvados, Conteville, Francia.

## Descripción
Dubreuillosaurus es físicamente comparable a Eustreptospondylus. El holotipo es un individuo que Gregory S. Paul, se estima que mide 5 metros de largo y pesa 250 kilogramos. Sin embargo, este fue un subadulto, la longitud del adulto es incierta, aunque se ha indicado que mide hasta 9 metros.

D. valesdunensis, en amarillo, en comparación con otros dos afrovenatorinídos.

En 2005, Allain estableció algunos rasgos distintivos. Dubreuillosaurus tiene un cráneo inusualmente bajo y largo, con una longitud tres veces mayor a la altura. En la esquina superior del borde frontal de la rama nasal del maxilar superior, está presente un pliegue, que separa una curvatura convexa inferior de una curvatura cóncava anterior. La rama descendente del postorbital tiene una sección transversal en forma de U. Los huesos parietales no son visibles en la vista lateral. La fenestra supratemporal tiene un borde interno recto. Una fenestra paraquadratica es deficiente. Un proceso bien desarrollado está presente en la parte inferior de la rama yugal del ectopterygoide. El borde posterior de la rama yugal de la ectopterygoide, frente a la fenestra infratemporal, está profundamente surcada. La mandíbula inferior tiene una gran fenestra mandibular externa. El foramen mylohyoideo está orientado en gran parte hacia adelante y hacia abajo. La cabeza del hueso del muslo se dirige hacia adentro y hacia abajo. La parte inferior delantera del hueso del muslo tiene una superficie cóncava. En 2012, Matthew Carrano agregó una autapomorfia, en la parte posterior de la caja craneana hay una muesca entre el basoccipital y la superficie ósea formada por los exoccipitales y la opistótica.
Dubreuillosaurus parecía carecer de cualquier tipo de cresta o cuernos, pero el único espécimen conocido es un juvenil, y es posible que estas estructuras se desarrollaran en etapas posteriores de la vida. Como sus parientes, Dubreuillosaurus probablemente tenía brazos cortos y poderosos con manos de tres dedos.

## Descubrimiento e investigación
En 1994, el alcalde de Conteville en Normandía , André Dubreuil, señaló que durante los trabajos en la tierra de la antigua cantera de Pierre de Caen, huesos de dinosaurios habían aparecido. Se encontraron una calavera parcial y algunas costillas y se notificó al Museo Nacional de Historia Natural de Francia en París. Sin embargo, las excavaciones profesionales solo comenzaron en 1998 cuando la roca de la cantera colapsada ya había sido extendida por una excavadora sobre una superficie considerable. Resultó necesario desenterrar y tamizar muchos metros cúbicos de escombros durante varios años, en última instancia rescatando unos dos mil fragmentos de huesos, que varían en tamaño entre uno y diez centímetros. A partir de estos restos un esqueleto tuvo que ser reensamblado.

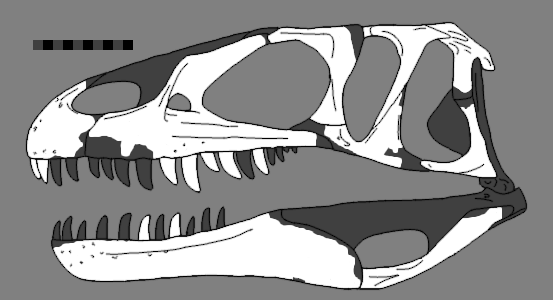
Cráneo reconstruido de Dubreuillosaurus.

En 2002, cuando este proceso aún no se había completado, Ronan Allain, después de haber dedicado una tesis, nombró el hallazgo como una nueva especie de Poekilopleuron, Poekilopleuron? valesdunensis. El nombre específico se refería al campo de batalla antiguo cercano de la Batalla de Val-ès-Dunes, donde Guillermo el Conquistador derrotó en 1046 a sus enemigos. El documento de nombres también contenía una descripción del cráneo. El signo de interrogación después del nombre genérico ya indicaba que la asignación a Poekilopleuron era tentativa. En 2005, Allain había llegado a la conclusión de que la nueva especie no era parte de Poekilopleuron . Por lo tanto, creó el nuevo nombre de género Dubreuillosaurus para esta especie, el nombre que honra a la familia Dubreuil. La especie tipo del género es la original Poekilopleuron valesdunensis, la combinatio nova es Dubreuillosaurus valesdunensis. El documento de 2005 también contenía una descripción del esqueleto postcraneal.
El holotipo , MNHN 1998-13, ha sido descubierto en una capa del Calcaire de Caen que data del Batoniano medio. Consiste en un esqueleto fragmentario con calavera. Las partes conservadas incluyen, la mayoría del cráneo, el esplénico y angular de la mandíbula inferior, un molde natural del surangular, dos vértebras cervicales, costillas cervicales, siete dorsal, costillas, gastralia, tres sacramentos, diez caudales, un cheurón, una pieza de la escápula, una garra de la mano , un fémur parcial, la parte superior de una tibia, un peroné parcial, un quinto metatarsiano y la primera falange del tercer dedo. Teniendo en cuenta lo incompleto de la mayoría de los otros megalosáuridos, este género es excepcional al tener un porcentaje significativo del esqueleto encontrado. El espécimen tipo de Dubreuillosaurus está en el número de elementos preservados que solo rivaliza en este grupo con el de Eustreptospondylus. El holotipo representa un individuo subadulto.

## Clasificación
Dubreuillosaurus valesdunensis fue asignada en 2002 a Megalosauridae. En 2012 Carrano refinó esto a Afrovenatorinae , en los cuales  sería la especie hermana de Magnosaurus.

### Filogenia
|  | Eustreptospondylus |
|  |                    |

|  | Duriavenator                                                 |
|  |                                                              |
|  | \| \| Megalosaurus \| \| \| \| \| \| Torvosaurus \| \| \| \| |
|  |                                                              |
|  | Megalosaurus                                                 |
|  |                                                              |
|  | Torvosaurus                                                  |
|  |                                                              |

|  | Megalosaurus |
|  |              |
|  | Torvosaurus  |
|  |              |

|  | Dubreuillosaurus |
|  |                  |
|  | Magnosaurus      |
|  |                  |

|  | Leshansaurus   |
|  |                |
|  | Piveteausaurus |
|  |                |

|  | Dubreuillosaurus |
|  |                  |
|  | Magnosaurus      |
|  |                  |

|  | Leshansaurus   |
|  |                |
|  | Piveteausaurus |
|  |                |

|  | Duriavenator                                                 |
|  |                                                              |
|  | \| \| Megalosaurus \| \| \| \| \| \| Torvosaurus \| \| \| \| |
|  |                                                              |
|  | Megalosaurus                                                 |
|  |                                                              |
|  | Torvosaurus                                                  |
|  |                                                              |

|  | Megalosaurus |
|  |              |
|  | Torvosaurus  |
|  |              |

|  | Dubreuillosaurus |
|  |                  |
|  | Magnosaurus      |
|  |                  |

|  | Leshansaurus   |
|  |                |
|  | Piveteausaurus |
|  |                |

|  | Dubreuillosaurus |
|  |                  |
|  | Magnosaurus      |
|  |                  |

|  | Leshansaurus   |
|  |                |
|  | Piveteausaurus |
|  |                |

|  | Eustreptospondylus |
|  |                    |

|  | Duriavenator                                                 |
|  |                                                              |
|  | \| \| Megalosaurus \| \| \| \| \| \| Torvosaurus \| \| \| \| |
|  |                                                              |
|  | Megalosaurus                                                 |
|  |                                                              |
|  | Torvosaurus                                                  |
|  |                                                              |

|  | Megalosaurus |
|  |              |
|  | Torvosaurus  |
|  |              |

|  | Dubreuillosaurus |
|  |                  |
|  | Magnosaurus      |
|  |                  |

|  | Leshansaurus   |
|  |                |
|  | Piveteausaurus |
|  |                |

|  | Dubreuillosaurus |
|  |                  |
|  | Magnosaurus      |
|  |                  |

|  | Leshansaurus   |
|  |                |
|  | Piveteausaurus |
|  |                |

|  | Duriavenator                                                 |
|  |                                                              |
|  | \| \| Megalosaurus \| \| \| \| \| \| Torvosaurus \| \| \| \| |
|  |                                                              |
|  | Megalosaurus                                                 |
|  |                                                              |
|  | Torvosaurus                                                  |
|  |                                                              |

|  | Megalosaurus |
|  |              |
|  | Torvosaurus  |
|  |              |

|  | Dubreuillosaurus |
|  |                  |
|  | Magnosaurus      |
|  |                  |

|  | Leshansaurus   |
|  |                |
|  | Piveteausaurus |
|  |                |

|  | Dubreuillosaurus |
|  |                  |
|  | Magnosaurus      |
|  |                  |

|  | Leshansaurus   |
|  |                |
|  | Piveteausaurus |
|  |                |

|  | Eustreptospondylus |
|  |                    |

|  | Duriavenator                                                 |
|  |                                                              |
|  | \| \| Megalosaurus \| \| \| \| \| \| Torvosaurus \| \| \| \| |
|  |                                                              |
|  | Megalosaurus                                                 |
|  |                                                              |
|  | Torvosaurus                                                  |
|  |                                                              |

|  | Megalosaurus |
|  |              |
|  | Torvosaurus  |
|  |              |

|  | Dubreuillosaurus |
|  |                  |
|  | Magnosaurus      |
|  |                  |

|  | Leshansaurus   |
|  |                |
|  | Piveteausaurus |
|  |                |

|  | Dubreuillosaurus |
|  |                  |
|  | Magnosaurus      |
|  |                  |

|  | Leshansaurus   |
|  |                |
|  | Piveteausaurus |
|  |                |

|  | Duriavenator                                                 |
|  |                                                              |
|  | \| \| Megalosaurus \| \| \| \| \| \| Torvosaurus \| \| \| \| |
|  |                                                              |
|  | Megalosaurus                                                 |
|  |                                                              |
|  | Torvosaurus                                                  |
|  |                                                              |

|  | Megalosaurus |
|  |              |
|  | Torvosaurus  |
|  |              |

|  | Dubreuillosaurus |
|  |                  |
|  | Magnosaurus      |
|  |                  |

|  | Leshansaurus   |
|  |                |
|  | Piveteausaurus |
|  |                |

|  | Dubreuillosaurus |
|  |                  |
|  | Magnosaurus      |
|  |                  |

|  | Leshansaurus   |
|  |                |
|  | Piveteausaurus |
|  |                |

|  | Eustreptospondylus |
|  |                    |

|  | Duriavenator                                                 |
|  |                                                              |
|  | \| \| Megalosaurus \| \| \| \| \| \| Torvosaurus \| \| \| \| |
|  |                                                              |
|  | Megalosaurus                                                 |
|  |                                                              |
|  | Torvosaurus                                                  |
|  |                                                              |

|  | Megalosaurus |
|  |              |
|  | Torvosaurus  |
|  |              |

|  | Dubreuillosaurus |
|  |                  |
|  | Magnosaurus      |
|  |                  |

|  | Leshansaurus   |
|  |                |
|  | Piveteausaurus |
|  |                |

|  | Dubreuillosaurus |
|  |                  |
|  | Magnosaurus      |
|  |                  |

|  | Leshansaurus   |
|  |                |
|  | Piveteausaurus |
|  |                |

|  | Duriavenator                                                 |
|  |                                                              |
|  | \| \| Megalosaurus \| \| \| \| \| \| Torvosaurus \| \| \| \| |
|  |                                                              |
|  | Megalosaurus                                                 |
|  |                                                              |
|  | Torvosaurus                                                  |
|  |                                                              |

|  | Megalosaurus |
|  |              |
|  | Torvosaurus  |
|  |              |

|  | Dubreuillosaurus |
|  |                  |
|  | Magnosaurus      |
|  |                  |

|  | Leshansaurus   |
|  |                |
|  | Piveteausaurus |
|  |                |

|  | Dubreuillosaurus |
|  |                  |
|  | Magnosaurus      |
|  |                  |

|  | Leshansaurus   |
|  |                |
|  | Piveteausaurus |
|  |                |

|  | Eustreptospondylus |
|  |                    |

|  | Duriavenator                                                 |
|  |                                                              |
|  | \| \| Megalosaurus \| \| \| \| \| \| Torvosaurus \| \| \| \| |
|  |                                                              |
|  | Megalosaurus                                                 |
|  |                                                              |
|  | Torvosaurus                                                  |
|  |                                                              |

|  | Megalosaurus |
|  |              |
|  | Torvosaurus  |
|  |              |

|  | Dubreuillosaurus |
|  |                  |
|  | Magnosaurus      |
|  |                  |

|  | Leshansaurus   |
|  |                |
|  | Piveteausaurus |
|  |                |

|  | Dubreuillosaurus |
|  |                  |
|  | Magnosaurus      |
|  |                  |

|  | Leshansaurus   |
|  |                |
|  | Piveteausaurus |
|  |                |

|  | Duriavenator                                                 |
|  |                                                              |
|  | \| \| Megalosaurus \| \| \| \| \| \| Torvosaurus \| \| \| \| |
|  |                                                              |
|  | Megalosaurus                                                 |
|  |                                                              |
|  | Torvosaurus                                                  |
|  |                                                              |

|  | Megalosaurus |
|  |              |
|  | Torvosaurus  |
|  |              |

|  | Dubreuillosaurus |
|  |                  |
|  | Magnosaurus      |
|  |                  |

|  | Leshansaurus   |
|  |                |
|  | Piveteausaurus |
|  |                |

|  | Dubreuillosaurus |
|  |                  |
|  | Magnosaurus      |
|  |                  |

|  | Leshansaurus   |
|  |                |
|  | Piveteausaurus |
|  |                |

|  | Eustreptospondylus |
|  |                    |

|  | Duriavenator                                                 |
|  |                                                              |
|  | \| \| Megalosaurus \| \| \| \| \| \| Torvosaurus \| \| \| \| |
|  |                                                              |
|  | Megalosaurus                                                 |
|  |                                                              |
|  | Torvosaurus                                                  |
|  |                                                              |

|  | Megalosaurus |
|  |              |
|  | Torvosaurus  |
|  |              |

|  | Dubreuillosaurus |
|  |                  |
|  | Magnosaurus      |
|  |                  |

|  | Leshansaurus   |
|  |                |
|  | Piveteausaurus |
|  |                |

|  | Dubreuillosaurus |
|  |                  |
|  | Magnosaurus      |
|  |                  |

|  | Leshansaurus   |
|  |                |
|  | Piveteausaurus |
|  |                |

|  | Duriavenator                                                 |
|  |                                                              |
|  | \| \| Megalosaurus \| \| \| \| \| \| Torvosaurus \| \| \| \| |
|  |                                                              |
|  | Megalosaurus                                                 |
|  |                                                              |
|  | Torvosaurus                                                  |
|  |                                                              |

|  | Megalosaurus |
|  |              |
|  | Torvosaurus  |
|  |              |

|  | Dubreuillosaurus |
|  |                  |
|  | Magnosaurus      |
|  |                  |

|  | Leshansaurus   |
|  |                |
|  | Piveteausaurus |
|  |                |

|  | Dubreuillosaurus |
|  |                  |
|  | Magnosaurus      |
|  |                  |

|  | Leshansaurus   |
|  |                |
|  | Piveteausaurus |
|  |                |

|  | Eustreptospondylus |
|  |                    |

|  | Duriavenator                                                 |
|  |                                                              |
|  | \| \| Megalosaurus \| \| \| \| \| \| Torvosaurus \| \| \| \| |
|  |                                                              |
|  | Megalosaurus                                                 |
|  |                                                              |
|  | Torvosaurus                                                  |
|  |                                                              |

|  | Megalosaurus |
|  |              |
|  | Torvosaurus  |
|  |              |

|  | Dubreuillosaurus |
|  |                  |
|  | Magnosaurus      |
|  |                  |

|  | Leshansaurus   |
|  |                |
|  | Piveteausaurus |
|  |                |

|  | Dubreuillosaurus |
|  |                  |
|  | Magnosaurus      |
|  |                  |

|  | Leshansaurus   |
|  |                |
|  | Piveteausaurus |
|  |                |

|  | Duriavenator                                                 |
|  |                                                              |
|  | \| \| Megalosaurus \| \| \| \| \| \| Torvosaurus \| \| \| \| |
|  |                                                              |
|  | Megalosaurus                                                 |
|  |                                                              |
|  | Torvosaurus                                                  |
|  |                                                              |

|  | Megalosaurus |
|  |              |
|  | Torvosaurus  |
|  |              |

|  | Dubreuillosaurus |
|  |                  |
|  | Magnosaurus      |
|  |                  |

|  | Leshansaurus   |
|  |                |
|  | Piveteausaurus |
|  |                |

|  | Dubreuillosaurus |
|  |                  |
|  | Magnosaurus      |
|  |                  |

|  | Leshansaurus   |
|  |                |
|  | Piveteausaurus |
|  |                |

|  | Eustreptospondylus |
|  |                    |

|  | Duriavenator                                                 |
|  |                                                              |
|  | \| \| Megalosaurus \| \| \| \| \| \| Torvosaurus \| \| \| \| |
|  |                                                              |
|  | Megalosaurus                                                 |
|  |                                                              |
|  | Torvosaurus                                                  |
|  |                                                              |

|  | Megalosaurus |
|  |              |
|  | Torvosaurus  |
|  |              |

|  | Dubreuillosaurus |
|  |                  |
|  | Magnosaurus      |
|  |                  |

|  | Leshansaurus   |
|  |                |
|  | Piveteausaurus |
|  |                |

|  | Dubreuillosaurus |
|  |                  |
|  | Magnosaurus      |
|  |                  |

|  | Leshansaurus   |
|  |                |
|  | Piveteausaurus |
|  |                |

|  | Duriavenator                                                 |
|  |                                                              |
|  | \| \| Megalosaurus \| \| \| \| \| \| Torvosaurus \| \| \| \| |
|  |                                                              |
|  | Megalosaurus                                                 |
|  |                                                              |
|  | Torvosaurus                                                  |
|  |                                                              |

|  | Megalosaurus |
|  |              |
|  | Torvosaurus  |
|  |              |

|  | Dubreuillosaurus |
|  |                  |
|  | Magnosaurus      |
|  |                  |

|  | Leshansaurus   |
|  |                |
|  | Piveteausaurus |
|  |                |

|  | Dubreuillosaurus |
|  |                  |
|  | Magnosaurus      |
|  |                  |

|  | Leshansaurus   |
|  |                |
|  | Piveteausaurus |
|  |                |

## Paleobiología
Durante el Jurásico medio, gran parte de Europa consistió en una serie de islas. El fósil de Dubreuillosaurus se descubrió en rocas sedimentarias que se depositaron en los manglares costeros de la costa este del Macizo Armoricano. Esto sugiere que podría haber cazado peces y otras presas marinas. Allain en 2002 describió P? valesdunensis como comedor de peces o piscívoro, pero esto fue influenciado por el hecho de que el holotipo de Poekilopleuron bucklandii se había encontrado junto con restos de peces.  Aunque descubierto en una isla, Dubreuillosaurus no mostró los efectos del enanismo insular, como con Eustreptospondylus su pequeño tamaño se debe a que es un subadulto.